# Vela nos Jogos Olímpicos de Verão de 1948 - Dragon
As provas da classe Dragon da vela nos Jogos Olímpicos de Verão de 1948 ocorreram entre 3 e 12 de agosto daquele ano em Torbay, no condado de Devon, no sudoeste da Inglaterra. O programa compunha sete regatas. Para esta classe, houve 51 velejadores de 17 nações inscritas.

## Medalhistas
O trio norueguês Thor Thorvaldsen, Haakon Barfod e Sigve Lie finalizou a competição em primeiro lugar e conquistou a medalha de ouro. A prata firmou-se com os suecos Folke Bohlin, Gösta Brodin e Hugo Johnson. Por fim, a medalha de bronze ficou com William Berntsen, Klaus Baess e Ole Berntsen, da Dinamarca.
|  | NOR Noruega                              |  | SWE Suécia                             |  | DEN Dinamarca                             |
|  | Thor Thorvaldsen Haakon Barfod Sigve Lie |  | Folke Bohlin Gösta Brodin Hugo Johnson |  | William Berntsen Klaus Baess Ole Berntsen |

## Resultados
Estes foram os resultados da competição:
| Pos.              | Tripulação                                                                                                   | Embarcação | Regata I | Regata I | Regata II | Regata II | Regata III | Regata III | Regata IV | Regata IV | Regata V | Regata V | Regata VI | Regata VI | Regata VII | Regata VII | Total de pontos | Total -1 |
| Pos.              | Tripulação                                                                                                   | Embarcação | Pos.     | Pts.     | Pos.      | Pts.      | Pos.       | Pts.       | Pos.      | Pts.      | Pos.     | Pts.     | Pos.      | Pts.      | Pos.       | Pts.       | Total de pontos | Total -1 |
| ----------------- | --- | ---------- | -------- | -------- | --------- | --------- | ---------- | ---------- | --------- | --------- | -------- | -------- | --------- | --------- | ---------- | ---------- | --------------- | -------- |
| Medalha de ouro   | NOR Thor Thorvaldsen Haakon Barfod Sigve Lie                                                                 | Pan        | 1        | 1180     | 2         | 879       | 12         | 101        | 1         | 1180      | DSQ      | 0        | 3         | 703       | 3          | 703        | 4746            | 4746     |
| Medalha de prata  | SWE Folke Bohlin Gösta Brodin Hugo Johnson                                                                   | Slaghoken  | 2        | 879      | 3         | 703       | 2          | 879        | 2         | 879       | DSQ      | 0        | 12        | 101       | 1          | 1180       | 4621            | 4621     |
| Medalha de bronze | DEN William Berntsen Klaus Baess Ole Berntsen                                                                | Snap       | 3        | 703      | 4         | 578       | 3          | 703        | 5         | 481       | 2        | 879      | 5         | 481       | 2          | 879        | 4704            | 4223     |
| 4                 | GBR Eric Strain George Brown Jack Wallace                                                                    | Ceres II   | 7        | 335      | 7         | 335       | 1          | 1180       | 7         | 335       | 1        | 1180     | 9         | 226       | 4          | 578        | 4169            | 3943     |
| 5                 | ITA Pino Canessa Bruno Bianchi Luigi De Manincor                                                             | Ausonia    | 9        | 226      | 8         | 277       | 4          | 578        | 3         | 703       | 6        | 402      | 1         | 1180      | DNF        | 0          | 3366            | 3366     |
| 6                 | FIN Rainer Packalén Niilo Orama Aatos Hirvisalo                                                              | Vinha      | 4        | 578      | 1         | 1180      | 11         | 139        | 6         | 402       | 4        | 578      | 11        | 139       | 10         | 180        | 3196            | 3057     |
| 7                 | ARG Roberto Sieburger Jorge Salas Chávez Jorge del Río Sálas A. Suner                                        | Pampero    | 6        | 402      | 5         | 481       | 8          | 277        | 4         | 578       | 9        | 226      | 2         | 879       | DNF        | 0          | 2843            | 2843     |
| 8                 | NED Kees Jonker Biem Dudok van Heel Wim van Duyl                                                             | Joy        | 5        | 481      | 6         | 402       | 7          | 335        | 11        | 139       | 8        | 277      | 4         | 578       | 7          | 335        | 2547            | 2408     |
| 9                 | POR João Félix Capucho António de Herédia Henrique Sallaty Carlos Lourenço                                   | Argus      | 11       | 139      | 9         | 226       | 6          | 402        | 8         | 277       | 7        | 335      | 6         | 402       | 5          | 481        | 2262            | 2123     |
| 10                | FRA Marcel de Kerviler Jean Frain de la Gaulayrie G. Bertin Philippe Chancerel                               | Allegro    | 10       | 180      | 11        | 139       | 10         | 180        | 9         | 226       | 3        | 703      | 8         | 277       | 8          | 277        | 1982            | 1843     |
| 11                | USA Henry Duys Jr. F. Jackson Jr, Richard Jessup Cebern Lovell Lee Julian Roosevelt Ralph Cook Craig         | Rhythm     | 8        | 277      | 10        | 180       | 5          | 481        | 12        | 101       | DNF      | 0        | 10        | 180       | 6          | 402        | 1621            | 1621     |
| 12                | BEL Albert Huybrechts Roger Anciaux Charles Delfosse Georges Hellebuyck Jr. Jacques Lauwerys Jacques Lippens | Dolfijn    | 12       | 101      | DNF       | 0         | 9          | 226        | 10        | 180       | 5        | 481      | 7         | 335       | 9          | 226        | 1549            | 1549     |

### Classificação diária

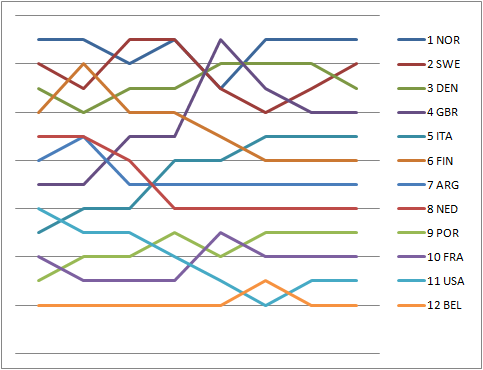
Gráfico mostrando a classificação diária na classe.